# ウィットロック・アベニュー駅
ウィットロック・アベニュー駅 (Whitlock Avenue) はニューヨーク市地下鉄IRTペラム線の駅である。ブロンクス区フォックスハーストのウェストチェスター・アベニューとウィットロック・アベニューの交差点南に位置し、6系統が終日停車する。

## 駅構造
| P ホーム階 | 相対式ホーム、右側扉が開く | 相対式ホーム、右側扉が開く |
| P ホーム階 | 南行緩行線                 | ← ブルックリン・ブリッジ-シティ・ホール駅行き（ハンツ・ポイント・アベニュー駅）                                                   |
| P ホーム階 | 混雑方向急行線             | ← 平日日中混雑方向：通過 → |
| P ホーム階 | 北行緩行線                 | → 平日午後：パークチェスター駅行き（エルダー・アベニュー駅）→ 平日午後以外：ペラム・ベイ・パーク駅行き（エルダー・アベニュー駅）→ |
| P ホーム階 | 相対式ホーム、右側扉が開く | |
| M          | 改札階                     | 改札口、駅員詰所、メトロカード自動券売機                                                                                          |
| G          | 地上階                     | 出入口 |

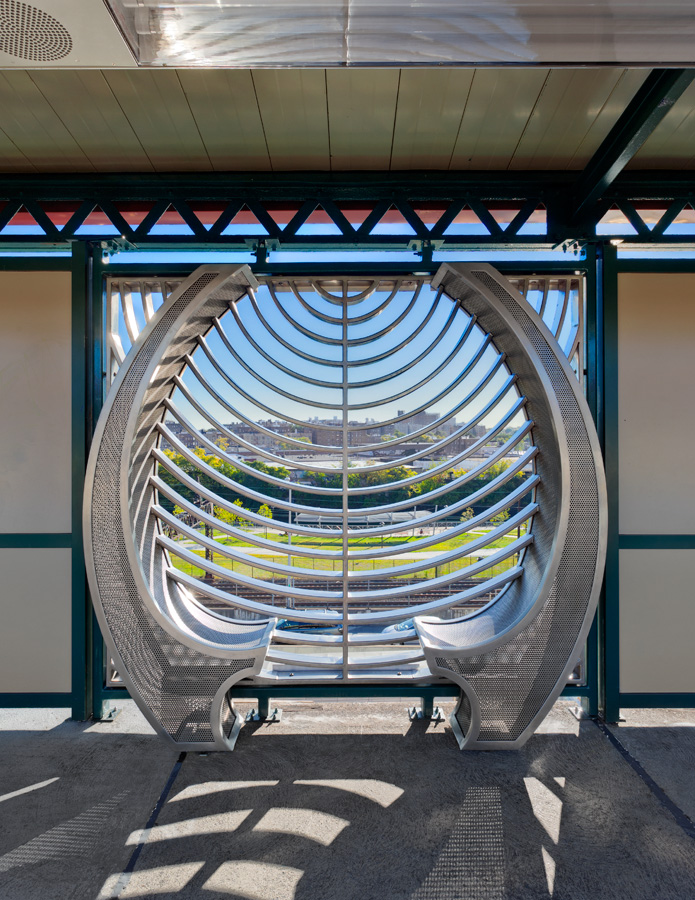
ホームに飾られているBarbara Grygutis作のアートワーク

駅はペラム線がハンツ・ポイント・アベニュー駅からパークチェスター-東177丁目駅（現：パークチェスター駅）まで延伸開業した1920年5月30日に開業した。相対式ホーム2面と緩行線2線・急行線1線を有した2面3線の高架駅で、中央の急行線はラッシュ時に<6>系統が通過している。
駅はかつてニューヨーク・ウェストチェスター・アンド・ボストン鉄道とニューヨーク・ニューヘイブン・アンド・ハートフォード鉄道ハーレム川支線が使用していたウェストチェスター・アベニュー駅に隣接して建てられている。ウェストチェスター・アベニュー駅は廃止されたが路盤は現在アムトラックが使用している。また、シェリダン高速道路も隣接している。
駅はペラム線内最南端の高架駅で、南隣のハンツ・ポイント・アベニュー駅から地下区間へと入る。北側では線路は東へ曲がりアムトラックとブロンクス川を越えてエルダー・アベニュー駅に入る。

### 出入口
改札口はホームの下にあり各ホームから階段が接続している。改札口からはウェストチェスター・アベニューとウィットロック・アベニューの交差点南西・南東に1つずつ階段が接続している。